# Гимназия при Санкт-Петербургском историко-филологическом институте
Гимназия при Санкт-Петербургском историко-филологическом институте — среднее образовательное учреждение Российской империи.

## История
Создание гимназии предполагалось уже при образовании Санкт-Петербургского историко-филологического института в 1867 году. Положение о гимназии был Высочайше утверждено 7 апреля 1870 года. В отличие от других гимназий, она находилась не в ведении учебного округа, а управлялась директором и Конференцией историко-филологического института. Тесная связь с институтом проявлялась также в том, что студенты института были преподавателями в гимназии тех предметов, которые им в будущем предназначались — под руководством и наблюдением наставников-руководителей. Этим достигалась цель — «приготовление учителей древних языков, русского языка и словесности, истории и географии для средних учебных заведений ведомства Министерства народного просвещения». При этом гимназия никогда не имела целью подготовку к поступлению в историко-филологический институт.
Гимназия при институте была открыта 26 августа (7 сентября) 1870 года в составе подготовительного и первых двух классов; обучение начали 83 ученика. К 1875 году гимназия стала семиклассной, причём как и в других гимназиях седьмой класс был двухгодичным, а в 1879 году он был разделён на 7-й и 8-й классы. Число учащихся было невелико и колебалось от 175 (в 1893/1894 уч. году) до 230 (в 1881/1882).
В числе начавших в 1870 году преподавание штатных учителей были: учитель Закона Божьего протоиерей И. Я. Образцов, учитель немецкого языка Р. М. Зоммер, учитель математики А. В. Фортунатов.
Первым заведующим гимназии стал Фёдор Аристович Струве; в 1878 году его сменил Константин Фемистоклович Нейлисов. С 1887 года заведующим гимназии был Василий Васильевич Латышев, а с 29 сентября 1890 года — Михаил Иванович Аквилонов. С 16 августа 1905 до 1917 года должность заведующего гимназией исполнял Николай Николаевич Томасов.

## Выпускники гимназии
Также Выпускники филологической гимназии
1877
- Семён Абамелек-Лазарев
- Иван Лебедев (золотая медаль)
- Пётр Семёнов

1878
- граф Александр Гейден (серебряная медаль)
- Сергей Делицын (золотая медаль)
- Алексей Кедров (серебряная медаль)
- Николай Мухортов (золотая медаль)
- Август Наук (серебряная медаль)
- Карл Струве, сын заведующего Ф. А. Струве

1880
- Дмитрий Безобразов
- граф Дмитрий Гейден (серебряная медаль)
- Иван Мамонтов (серебряная медаль)
- барон Павел Николаи
- Оскар Реезе (серебряная медаль)
- Константин Семёнов (серебряная медаль)
- Алексей Смирнов
- князь Эспер Ухтомский

1881
- Иван Белогостицкий
- Алексей Волков
- Александр Кауфман (золотая медаль)
- Серафим Патканов
- Павел Симони
- Александр Шашковский

1882
- Иван Андреев (золотая медаль)
- Мелетий Барабанов
- Анатолий и Николай Крамские[4]
- Сергей Мирошников
- Владимир Носович
- Владимир Хвольсон

1883
- Сергей Баниге
- Рудольф Кинаст
- Роберт Лепер (золотая медаль)
- Василий Мамантов
- Александр Ону (серебряная медаль)
- Дмитрий Покотилов (серебряная медаль)
- Владимир Певцов (золотая медаль)
- Всеволод Сватковский (золотая медаль)
- Эдуард Эдуардович (золотая медаль)

1884
- барон Рейнгольд Мирбах
- Сергей Пожалостин
- Всеволод Солнцев (золотая медаль)
- Сергей Сыромятников
- Александр Хесин

1885
- Михаил Андреев
- Александр Половцов
- Виктор Феттерлейн
- Владимир Хесин

1886
- Александр и Захарий (с золотой медалью) Вулих[5]
- Александр Клингенберг
- Константин Сент-Илер
- Андрей Станкевич

1887
- Адольф Бари
- Василий Белогостицкий
- Борис Витмер (серебряная медаль)
- Герман фон Петц
- Сергей Рождественский
- Яков Смирнов

1888
- Николай Павлов-Сильванский (серебряная медаль)
- Александр Поликарпов (серебряная медаль)
- Александр Хесин (серебряная медаль)
- Григорий Церетели
- Александр Щербатский

1889
- Николай Бессонов
- Фёдор Гаярин[6]
- Лев Куманин
- Александр Фан-дер-Флит

1890
- Георгий Замысловский
- Василий Кедров (золотая медаль)
- Борис Некрасов (золотая медаль)
- Павел Сватковский[7]

1891
- Николай Лосский
- Николай и Семён Михельсоны
- Эрнст Феттерлейн

1892
- Пётр Половцов
- Иван Сербинов
- Владимир Шишмарёв

1893
- Иван Церетели

1894
- Борис Басин

1899?
- Иван Толстой